# Gazpacho

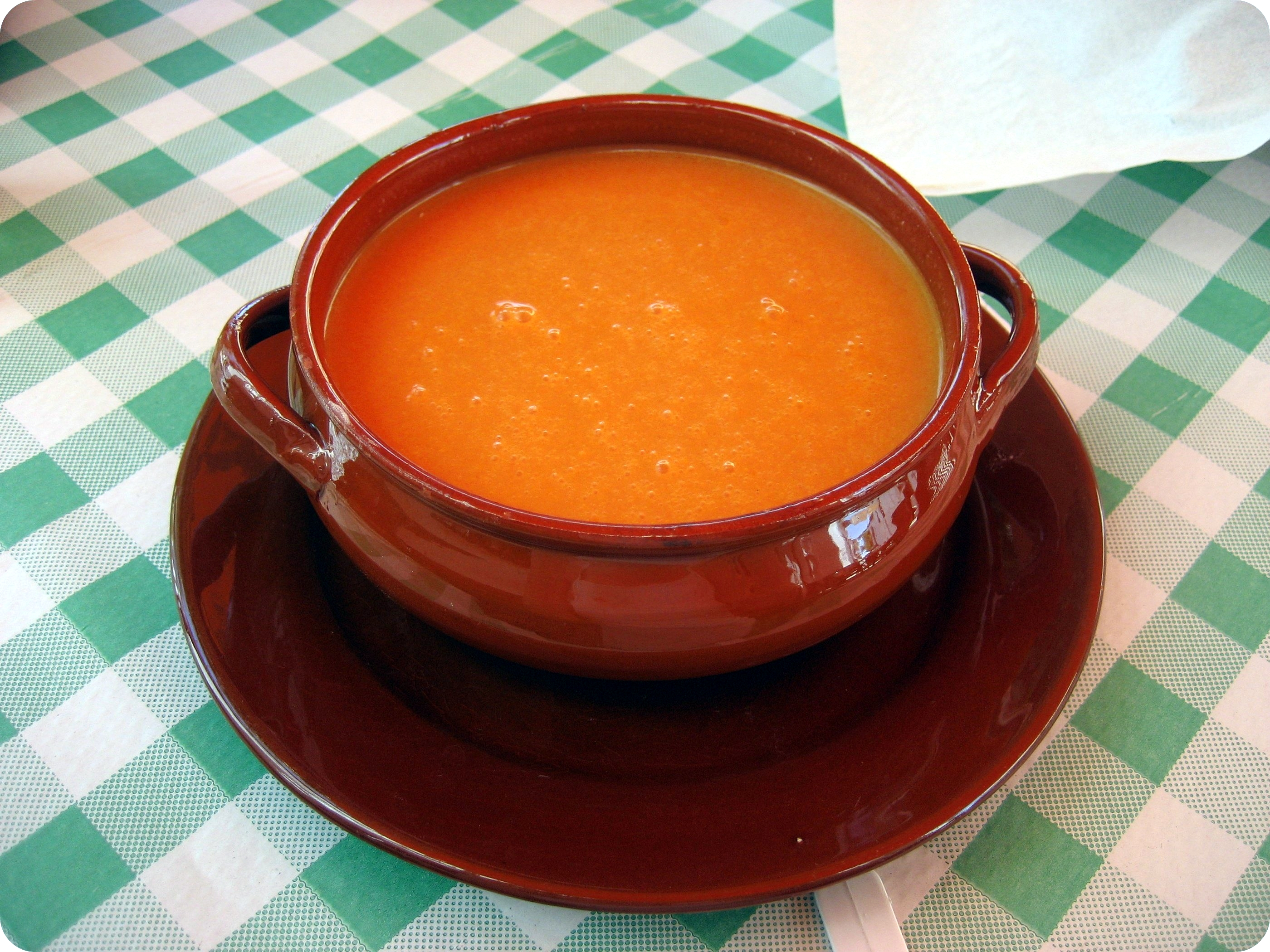
Gazpacho

Gazpacho – hiszpańska zupa, wywodząca się z Andaluzji.

## Charakterystyka
Nie wymaga gotowania i jest podawana na zimno (jeśli nie ma czasu na jej schłodzenie, można dorzucić kostki lodu). Składa się zazwyczaj z surowych warzyw, octu i oliwy z dodatkiem rozmoczonego chleba. Jednak papryka w niektórych przepisach jest palona do czarnego koloru, później spalenizna jest zdrapywana a następnie miksowana z resztą składników. Niegdyś składniki gazpacho krojone były ręcznie, obecnie zazwyczaj do ich rozdrobnienia używa się miksera. Do zupy często podaje się umieszczone w osobnych miseczkach dodatki (np. okruchy chleba, drobno pokrojone warzywa, jajka, szynkę, oliwki czy orzechy), które można według uznania samodzielnie dodawać do zupy.
Nie jest pewne skąd pochodzi nazwa zupy. Przyjmuje się, że może się ona wywodzić z łaciny – od słowa caspo, czyli „drobne kawałeczki” – lub z mozarabskiego słowa oznaczającego rozmoczony chleb. Nie wiadomo również w jaki sposób gazpacho dotarło do Andaluzji – Paula Wolfert uważa, że przybyło ono wraz z Maurami, natomiast Raymond Sokolov – że pochodzi ono od Rzymian, którzy mieli zwyczaj jadać chleb namoczony w oliwie.
Jedną z popularniejszych odmian gazpacho jest odmiana andaluzyjska (gazpacho andaluz), oparta na pomidorach, najlepiej bardzo dojrzałych i miękkich, do których dodaje się zazwyczaj ocet, oliwę, czosnek, paprykę, ogórek i chleb.
Niektóre inne odmiany gazpacho:

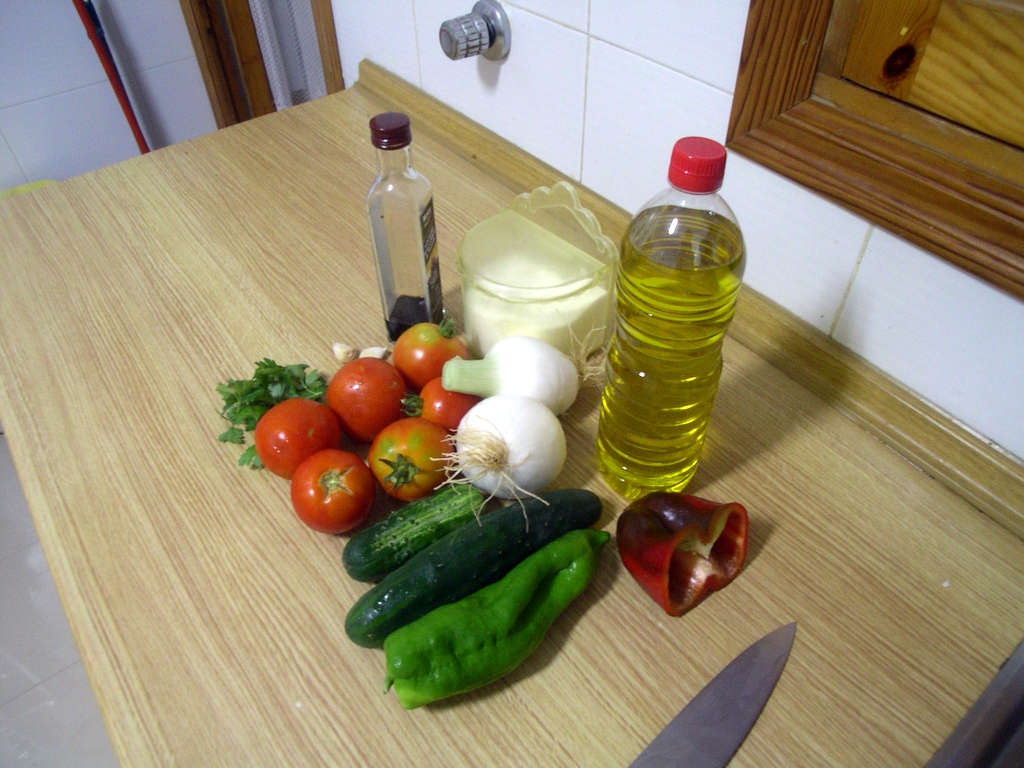
Warzywa dodawane do niektórych odmian gazpacho

- salmorejo cordobes (prowincja Cordoba) – oparte głównie na pomidorach, oprócz warzyw zawiera również szynkę i jajka, nie zawiera dodatku wody;
- porra antequerana (prowincja Málaga)
- gazpacho tostado – podawane na ciepło, zawiera dodatek pomarańczy lub soku pomarańczowego;
- ajo blanco (wschodnia Andaluzja) – nie zawiera pomidorów, składa się m.in. z migdałów zmielonych z czosnkiem, oliwą i chlebem[5].